# Tord de Bolívia
El tord de Bolívia (Turdus haplochrous) és un ocell de la família dels túrdids (Turdidae).

## Hàbitat i distribució
Habita els boscos de les terres baixes del nord i est de Bolívia.